# Norodom Sihanouk
Norodom Sihanouk (Phnom Penh, 31 ottobre 1922 – Pechino, 15 ottobre 2012) è stato il re della Cambogia dal 1941 al 1955 e nuovamente dal 1993 fino alla sua abdicazione, il 7 ottobre 2004. Da allora fu conosciuto come "Re padre" (Preahmâhaviraksat) e continuò a esercitare alcune delle funzioni cerimoniali che aveva come re. Fu dieci volte primo ministro, due volte re, tre volte capo di Stato con altri titoli e presidente del Governo di coalizione della Kampuchea Democratica.
Nel 1955 Sihanouk abdicò e formò l'organizzazione politica Sangkum, con la quale vinse le elezioni cambogiane del 1955. In qualità di primo ministro, governò la Cambogia sotto un regime monopartitico, soppresse il dissenso e si dichiarò capo di Stato nel 1960. Seppur ufficialmente neutrale, in pratica era vicino al blocco comunista. Col colpo di Stato del 1970 fu deposto e fu dichiarata la Repubblica Khmer (appoggiata dagli Stati Uniti). Sihanouk si rifugiò in Cina e in Corea del Nord, dove formò un governo in esilio e un movimento di resistenza (il "Fronte Unito Nazionale di Kampuchea").
Dopo la guerra civile cambogiana, che finì con la vittoria degli khmer rossi nel 1975, Sihanouk ritornò in Cambogia, come capo di Stato fantoccio. Sebbene inizialmente fosse a favore dei khmer rossi e di Pol Pot, i suoi rapporti con i veri detentori del potere degenerarono e nel 1976 diede le sue dimissioni e lo Stato cambiò nome in Kampuchea Democratica. Fu posto agli arresti domiciliari fino al 1979, allorché le truppe vietnamite rovesciarono i khmer rossi. A seguito della creazione della Repubblica Popolare di Kampuchea filo-vietnamita, Norodom Sihanouk, i khmer rossi e il KPNLF di Son Sann fondarono il Governo di coalizione della Kampuchea Democratica, che continuò la guerra contro le forze vietnamite fino al raggiungimento di accordi tra le parti in conflitto e alla restaurazione del Regno di Cambogia nel 1993, con Sihanouk che diventò re per la seconda volta, stavolta in forma elettiva.
Nel corso della sua vita, Norodom Sihanouk fu anche musicista, regista e produttore cinematografico, nonché attore in alcuni dei suoi film.

## Biografia

### Infanzia e adolescenza

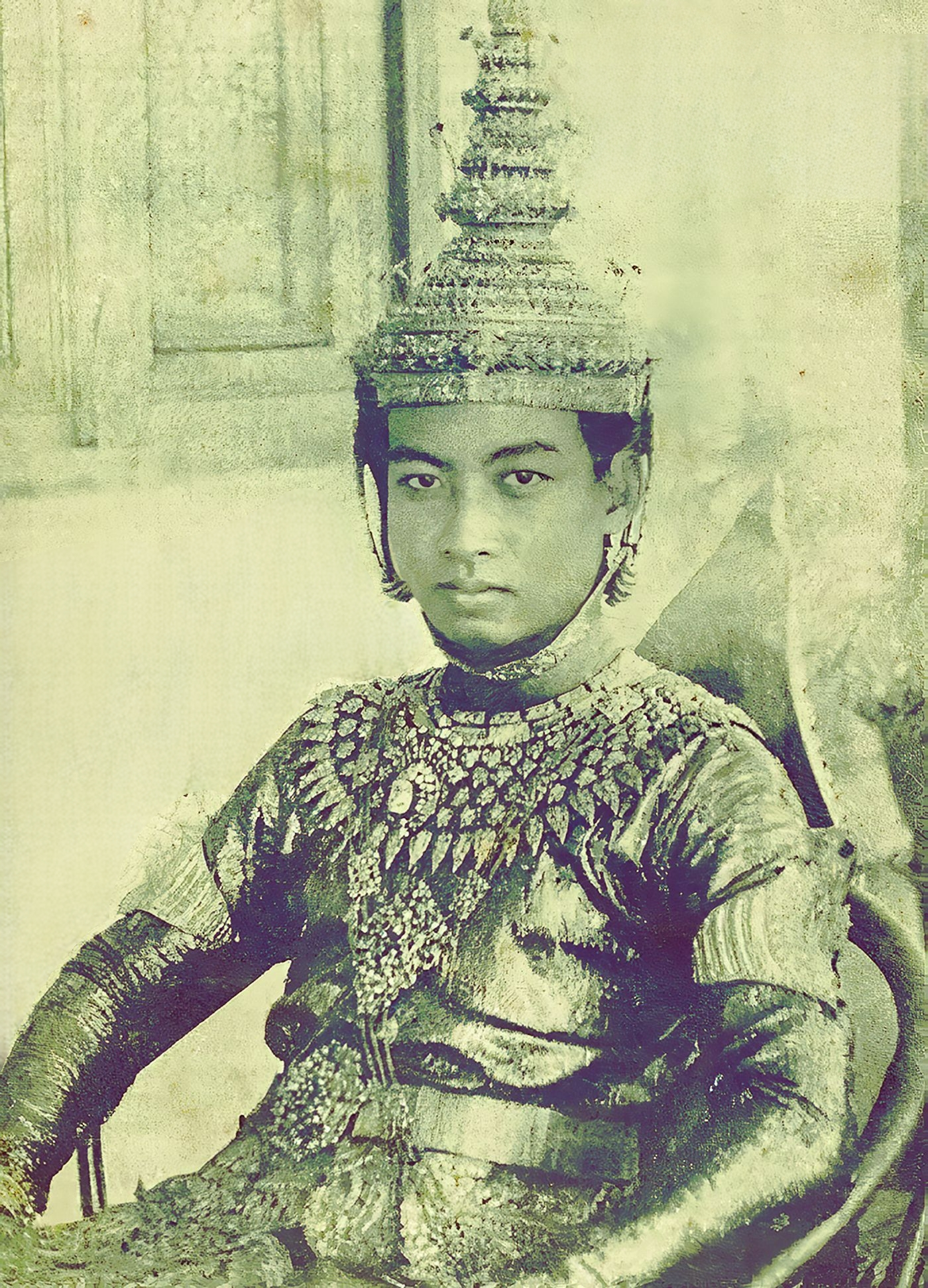
Norodom Sihanouk nel 1941

Norodom Sihanouk nacque il 31 ottobre 1922 e ricevette la prima istruzione a Phnom Penh, nella prestigiosa scuola "François Baudouin". Successivamente continuò gli studi a Saigon (odierna Ho Chi Minh) al lycée "Chasseloup-Laubat".

### Ascesa al trono
Quando venne incoronato principe della Cambogia, lasciò gli studi in Vietnam ed entrò nella scuola militare di cavalleria a Saumur, in Francia. A seguito della morte del suo predecessore, il nonno materno Sisowath Monivong, avvenuta il 23 aprile 1941, il Consiglio della Corona, in ossequio ai desiderata francesi, scelse il giovane principe come nuovo re della Cambogia, anteponendolo al figlio e legittimo erede di Sisowath Monivong, il principe Sisowath Monireth, e al cugino principe Sisowath Sirik Matak, noto come uomo coraggioso, deciso e poco malleabile.
L'incoronazione avvenne in settembre. Ma il nuovo re non era privo di nemici: molti in Cambogia ritenevano che la Francia avesse dato un contributo determinante all'elezione di Sihanouk e che, di conseguenza, il suo regno sarebbe stato caratterizzato da un rafforzamento del colonialismo francese.
Norodom fu subito reso famoso dal suo stile di vita stravagante e fuori dal comune. Compositore di canzoni (in khmer, francese e inglese), musicista polistrumentista (suonava pianoforte, sassofono, clarinetto e fisarmonica), direttore di un'orchestra jazz, cineasta (diresse e interpretò numerosi film, coinvolgendo il figlio Sihamoni come attore in alcuni di essi) e appassionato di automobili, era anche un grande amante delle donne, tanto che ebbe ben sette mogli, l'ultima delle quali fu Paule Monique Izzi, di origini italiane, francesi e cambogiane.

### Re senza corona
A seguito della seconda guerra mondiale, Norodom sposò le rivendicazioni nazionaliste e richiese formalmente che la Francia riconoscesse l'indipendenza della Cambogia. Nel maggio 1953, si recò in esilio in Thailandia, affermando che sarebbe ritornato solo a indipendenza ottenuta. Così, quando il Regno di Cambogia divenne finalmente autonomo il 9 novembre dello stesso anno, Norodom fece ritorno e riassunse a tutti gli effetti il suo grado.
Il 2 marzo 1955, per motivi non del tutto chiariti, Sihanouk abdicò a favore di suo padre, Norodom Suramarit, ottenendo l'incarico di primo ministro e controllando, di fatto, l'intero apparato governativo cambogiano. Il periodo di Norodom come capo del governo fu comunque discontinuo: egli infatti fu primo ministro nel 1950, dal 1952 al 1953, nel 1954, dal 1955 al 1956, altre due volte nel 1956, quindi nel 1957 e ancora dal 1958 al 1960.
Quando suo padre morì nel 1960, Norodom vinse le elezioni e divenne nuovo capo dello Stato, ma con il titolo di principe, anziché quello di re, per opposizione di certi settori della monarchia, che non vedevano di buon occhio che un re che aveva abdicato riprendesse il trono. Per continuare a regnare con pieni poteri, nel 1963 egli forzò un emendamento alla Costituzione, divenendo capo dello Stato a vita. Non era re e non sedeva sul trono, ma di fatto possedeva eguali e ancora maggiori poteri.
Durante la guerra del Vietnam, Norodom cercò sempre di preservare la neutralità della Cambogia, oscillando talvolta in politiche pro-nordvietnamite, altre volte appoggiando gli Stati Uniti, con una politica da lui definita ideologicamente vicina alla terza via. Infine, comunque, appoggiò la causa del Vietnam del Nord, permettendogli, dietro lauto pagamento, di costruire basi permanenti sul confine cambogiano (i cosiddetti "santuari") e lucrando l'intera famiglia reale (e in particolare la suocera, madame Izzi) su ogni carico in movimento dal porto di Sihanoukville lungo il "sentiero di Sihanouk" e diretto ai nordvietnamiti e ai Vietcong. Inoltre permise alla Cina di passare rifornimenti ai guerriglieri vietcong tramite i propri porti. In cambio, la Cina vendette il riso alla Cambogia a prezzi stracciati. Allo stesso tempo Norodom si avvicinò al socialismo e sostenne pubblicamente le politiche cinesi.
Fra il 1966 e il 1967, Norodom scatenò un'ondata di repressione politica che colpì soprattutto i settori della sinistra, incluso il Partito Comunista di Kampuchea. La Cina, che allora avviava la rivoluzione culturale, raggelò di conseguenza le proprie relazioni diplomatiche con il governo cambogiano, ristabilendole solo qualche tempo dopo. La situazione interna, a seguito di questa repressione, si fece però decisamente difficile.

### Dalla complicità comunista al tramonto politico
Nella notte del 17 marzo 1970, mentre Norodom era all'estero, il primo ministro Lon Nol effettuò un colpo di Stato: convocò l'Assemblea Nazionale, che votò per la deposizione di Norodom Sihanouk e concesse poteri speciali allo stesso Lon Nol, dichiarando la creazione della Repubblica Khmer. Impossibilitato a tornare per via della mutata situazione politica, Norodom riparò a Pechino, da dove cominciò a sostenere pubblicamente i Khmer rossi di Pol Pot: migliaia di sostenitori del sovrano entrarono nell'Esercito Rivoluzionario, controllato dal PCK.
Quando i Khmer rossi rovesciarono il governo di Lon Nol nell'aprile 1975, occupando Phnom Penh, Norodom poté tornare in patria. Seguendo la linea della nuova democrazia, i Khmer rossi permisero a Norodom di diventare nuovamente capo dello Stato ma, quando formarono un consiglio di Stato il cui presidente deteneva i poteri del capo di Stato, Norodom perse ogni potere e influenza reali. «Pol Pot ha mangiato il frutto ed ha sputato il seme», ebbe a dichiarare in un'intervista a Le Monde nel settembre 1975.
Norodom rimase nella Kampuchea Democratica e, a seguito dell'invasione vietnamita del 1979, si recò a New York dove, davanti all'Assemblea generale delle Nazioni Unite, parlò contro il Vietnam. Allo stesso tempo Norodom approfittò della caduta dei Khmer rossi per fondare il suo partito, il Funcinpec, e tentare di riottenere qualche potere.

### La resistenza anti-vietnamita
Il Funcinpec seguì i Khmer rossi nelle campagne ed entrò nell'Esercito Nazionale della Kampuchea Democratica, creato su iniziativa di Pol Pot per costituire un vasto fronte unito armato che combattesse contro gli occupanti vietnamiti e la loro Repubblica Popolare di Kampuchea, che avevano fondato all'indomani dell'invasione. Nel 1982, quando sorse il Governo di Coalizione della Kampuchea Democratica, Norodom fu sostenuto da tutti i suoi componenti come presidente e vi rimase in carica fino al 1991, quando condusse i negoziati di pace con il governo regolare. Il 14 novembre 1991 fece ritorno in Cambogia dopo dodici anni di esilio. Tuttavia, i Khmer rossi lo disconobbero, continuando a combattere.

### Re per la seconda volta
Nel 1993 Norodom venne nuovamente incoronato re. Di lì a poco iniziò ad accusare numerosi problemi di salute che lo costrinsero a recarsi più volte a Pechino per le cure, nondimeno continuò a dirigere film e a occuparsi di musica.
Nel gennaio 2004, in disaccordo con il primo ministro Hun Sen, si recò in esilio volontario a Pyongyang e successivamente in Cina. Accampando la salute malferma come motivazione ufficiale, abdicò il 7 ottobre e sorprese in tal modo tutto il governo cambogiano. Chea Sim, presidente del Senato, divenne capo di Stato provvisorio fino al 14 ottobre, quando il Consiglio del trono nominò Norodom Sihamoni, figlio di Sihanouk, nuovo re. Sihanouk assunse quindi il titolo di Re padre, che mantenne fino alla morte.

### Morte
Norodom Sihanouk morì quasi novantenne il 15 ottobre 2012 in un ospedale di Pechino, dove era ricoverato dal gennaio precedente per una serie di problemi, tra i quali un cancro al colon, il diabete mellito di tipo 2 e l'ipertensione. Il decesso, avvenuto sedici giorni prima del suo novantesimo compleanno, fu causato da un attacco cardiaco. In Cambogia le bandiere furono poste a mezz'asta in segno di lutto e il figlio Norodom Sihamoni si recò in Cina insieme al primo ministro Hun Sen per riportare in patria la salma. I funerali si tennero nel palazzo reale di Phnom Penh e il successivo 5 febbraio il suo corpo fu cremato e le sue ceneri sparse nel Mekong.

## Titoli ufficiali
Egli è conosciuto ufficialmente come Preah Karuna Preah Bat Sâmdech Preah Norodom Sihanouk Preahmâhaviraksat:
- Preah (sacro, dall'indiano ब्राह्मण: brahmin)
- Karuna (compassionevole, con riferimento al concetto buddista di karuna)
- Preah (sacro)
- Bat (piede, dal sanscrito pāda, cognato del latino pes, pedis)
- Sâmdech (signore o principe)
- Preah (sacro)
- Norodom (nome della casata dei Norodom di Cambogia, cui Sihanouk apparteneva, viene dal narottam sanscrito, che significa letteralmente "migliore fra gli uomini")
- Sihanouk
- Preahmâhaviraksat (unione contratta di varie parole: preah, sacro; mâha, grande; vira, coraggioso; ksat, guerriero o regnante)

Nel cerimoniale cambogiano, la parola "padre" non appare; è usato invece dai cerimoniali occidentali, che utilizzano la frase "Sua Maestà il re-padre Norodom Sihanouk", per distinguerlo da suo figlio, "Sua Maestà il re Norodom Sihamoni".

## Filmografia
- Le Cid Khmer (2005) - attore, regista e produttore
- Un apôtre de la non-violence (1997) - regista e produttore
- Heritier d'un secessioniste vaincu (corto, 1996) - regista
- Les derniers jours du Colonel Savath (corto, 1995) - regista
- Une ambition réduite en cendres (corto, 1995) - regista
- Paysans en détresse (1994) - regista
- Mon village au coucher du soleil (1994) - regista
- Revoir Angkor... et mourir (1993) - regista
- Je ne te reverrai plus, ô mon bien-aimé Kampuchea! (1991) - regista
- La comtesse de Nokorom (1990) - regista
- Adieu mon amour (1989) - regista
- La cité mystérieuse (1988) - regista
- Rose de Bokor (1969) - regista, attore, produttore e compositore
- Veasna Akosol (1969) - attore, regista, compositore e produttore
- La Joie de Vivre (1969) - regista
- Crepuscule, noto anche col titolo in inglese Twilight (1969) - attore, regista e compositore
- Ombre sur Angkor (1968) - attore, regista e compositore
- Prachea Komar, noto anche col titolo in inglese The Little Prince e col titolo in francese Le Petit prince du peuple (1967) - regista e compositore
- Apsara  (1966) - regista
- La forêt enchantée (1966) - attore, regista, produttore e compositore
- Kampuchea (documentario, 1965) - regista e produttore

## Scritti
- Norodom Sihanouk, Third World Liberation: The Key, 1974
- Norodom Sihanouk, La mia guerra con la CIA, ed. Jaca Book, 1973